# Brookfield (Illinois)
Brookfield es una villa ubicada en el condado de Cook en el estado estadounidense de Illinois. En el Censo de 2010 tenía una población de 18978 habitantes y una densidad poblacional de 2.386,79 personas por km².

## Geografía
Brookfield se encuentra ubicada en las coordenadas 41°49′30″N 87°50′51″O / 41.82500, -87.84750. Según la Oficina del Censo de los Estados Unidos, Brookfield tiene una superficie total de 7.95 km², de la cual 7.93 km² corresponden a tierra firme y (0.23%) 0.02 km² es agua.

## Demografía
Según el censo de 2010, había 18978 personas residiendo en Brookfield. La densidad de población era de 2.386,79 hab./km². De los 18978 habitantes, Brookfield estaba compuesto por el 88.68% blancos, el 2.51% eran afroamericanos, el 0.22% eran amerindios, el 1.5% eran asiáticos, el 0.03% eran isleños del Pacífico, el 4.77% eran de otras razas y el 2.29% pertenecían a dos o más razas. Del total de la población el 16.17% eran hispanos o latinos de cualquier raza.